# Cena Hugo za nejlepší sérii
Cena Hugo za nejlepší sérii (anglicky Hugo Award for Best Series) je jednou z cen Hugo, která je každoročně, počínaje rokem 2017, udělovaná World Science Fiction Society sérii žánru science fiction či fantasy, která byla rozšířena případně přeložena do angličtiny v předchozím kalendářním roce. Série oprávněná cenu získat musí mít rozsah alespoň tři díly o celkové délce alespoň 240 tisíc slov. Dílo, které se dostane do užšího výběru, může být v následujících ročnících znovu zařazeno po vydání dalších nejméně dvou dílů a rozšíření o 240 tisíc slov.
Stejně jako u ostatních cen Hugo je užší výběr šesti sérií a výherce zvolen účastníky Worldconu. Užší nominace je obvykle známa do července a samotný Worldcon, na kterém probíhá slavnostní předávání cen, se obvykle uskutečňuje v srpnu nebo na začátku září. V uplynulých devíti letech bylo nominováno 49 sérií od 43 různých autorů, včetně spoluautorů a retrospektivních cen. Ty jsou vyhrazeny pro starší (50, 75 a 100 let) série, vydané k ročníku Worldconu, kdy cena nebyla udílena. Retro cena Hugo byla za sérii udělena poprvé v roce 2020.

## Vítězné série a užší nominace
V následující tabulce roky značí proběhnutí předání ceny, nikoliv zveřejnění děl série. Řádek podbarvený v daném roce modře s hvězdičkou značí vítěznou sérii.
  *   Vítězná série
| Ročník | Autor                  | Anglický název              | Česky vyšlo jako               | Vydavatel                                 | Zdroj  |
| ------ | ---------------------- | --------------------------- | ------------------------------ | ----------------------------------------- | ------ |
| 2017   | Lois McMaster Bujold*  | The Vorkosigan Saga         | Vorkosiganská sága             | Baen Books                                | [ 8 ]  |
| 2017   | Max Gladstone          | The Craft Sequence          | –                              | Tor Books                                 | [ 8 ]  |
| 2017   | James S. A. Corey      | The Expanse                 | Expanze                        | Orbit Books                               | [ 8 ]  |
| 2017   | Seanan McGuireová      | October Daye                | –                              | DAW Books / Corsair Books                 | [ 8 ]  |
| 2017   | Ben Aaronovitch        | Rivers of London            | Řeky Londýna                   | Del Rey Books                             | [ 8 ]  |
| 2017   | Naomi Noviková         | Temeraire                   | Temeraire                      | Del Rey Books / Harper Voyager UK         | [ 8 ]  |
| 2018   | Lois McMaster Bujold*  | World of the Five Gods      | Prokletí Chalionu              | Harper Voyager / Spectrum Literary Agency | [ 9 ]  |
| 2018   | Martha Wells           | The Books of the Raksura    | –                              | Night Shade Books                         | [ 9 ]  |
| 2018   | Robert Jackson Bennett | The Divine Cities           | Božská města                   | Broadway Books                            | [ 9 ]  |
| 2018   | Seanan McGuireová      | InCryptid                   | InCryptid                      | DAW Books                                 | [ 9 ]  |
| 2018   | Marie Brennanová       | The Memoirs of Lady Trent   | –                              | Tor Books / Titan Books                   | [ 9 ]  |
| 2018   | Brandon Sanderson      | The Stormlight Archive      | Archiv Bouřné záře             | Tor Books / Victor Gollancz Ltd           | [ 9 ]  |
| 2019   | Becky Chambersová*     | Wayfarers                   | Poutníci                       | Hodder & Stoughton / Harper Voyager       | [ 10 ] |
| 2019   | Malka Olderová         | The Centenal Cycle          | –                              | Tor.com Publishing                        | [ 10 ] |
| 2019   | Charles Stross         | The Laundry Files           | Archivy hrůz (1. díl)          | Tor.com Publishing / Orbit Books          | [ 10 ] |
| 2019   | Yoon Ha Lee            | Machineries of Empire       | Mašinérie říše                 | Solaris Books                             | [ 10 ] |
| 2019   | Seanan McGuireová      | October Daye                | –                              | DAW Books                                 | [ 10 ] |
| 2019   | Aliette de Bodardová   | The Universe of Xuya        | –                              | Subterranean Press                        | [ 10 ] |
| 2020   | James S. A. Corey*     | The Expanse                 | Expanze                        | Orbit Books                               | [ 11 ] |
| 2020   | Seanan McGuireová      | InCryptid                   | InCryptid                      | DAW Books                                 | [ 11 ] |
| 2020   | Ian McDonald           | Luna                        | –                              | Tor Books / Victor Gollancz Ltd           | [ 11 ] |
| 2020   | Emma Newmanová         | Planetfall                  | –                              | Ace Books / Victor Gollancz Ltd           | [ 11 ] |
| 2020   | Katherine Arden        | Winternight Trilogy         | Trilogie zimní noci            | Del Rey Books                             | [ 11 ] |
| 2020   | Tade Thompson          | The Wormwood Trilogy        | –                              | Orbit Books                               | [ 11 ] |
| 2021   | Martha Wells*          | The Murderbot Diaries       | Z deníků robokata              | Tor.com Publishing                        | [ 12 ] |
| 2021   | S. A. Chakraborty      | The Daevabad Trilogy        | Daevabad                       | Harper Voyager                            | [ 12 ] |
| 2021   | John Scalzi            | The Interdependency         | Zánik impéria (1. díl)         | Tor Books                                 | [ 12 ] |
| 2021   | Mary Robinette Kowal   | The Lady Astronaut Universe | První astronautka              | Tor Books / Audible / F&SF                | [ 12 ] |
| 2021   | Seanan McGuireová      | October Daye                | –                              | DAW Books                                 | [ 12 ] |
| 2021   | R. F. Kuangová         | The Poppy War               | Maková válka                   | Harper Voyager                            | [ 12 ] |
| 2022   | Seanan McGuireová*     | Wayward Children            | Každé srdce je bránou (1. díl) | Tordotcom Publishing                      | [ 13 ] |
| 2022   | Fonda Leeová           | The Green Bone Saga         | Sága o Zelených kostech        | Orbit Books                               | [ 13 ] |
| 2022   | C. L. Polk             | The Kingston Cycle          | –                              | Tordotcom Publishing                      | [ 13 ] |
| 2022   | Charles Stross         | The Merchant Princes        | Vládcové obchodu               | Macmillan Publishers                      | [ 13 ] |
| 2022   | Ada Palmerová          | Terra Ignota                | –                              | Tor Books                                 | [ 13 ] |
| 2022   | T. Kingfisher          | The World of the White Rat  | –                              | Argyll Productions                        | [ 13 ] |
| 2023   | Adrian Tchaikovsky*    | Children of Time            | Děti času                      | Pan Macmillan / Orbit Books               | [ 14 ] |
| 2023   | Robert Jackson Bennett | The Founders Trilogy        | Záhutí                         | Del Rey Books                             | [ 14 ] |
| 2023   | Tamsyn Muir            | The Locked Tomb             | Devátá                         | Tordotcom Publishing                      | [ 14 ] |
| 2023   | Seanan McGuireová      | October Daye                | –                              | DAW Books                                 | [ 14 ] |
| 2023   | Ben Aaronovitch        | Rivers of London            | Řeky Londýna                   | Orion Publishing Group                    | [ 14 ] |
| 2023   | Naomi Noviková         | The Scholomance             | Scholomancie                   | Del Rey Books                             | [ 14 ] |
| 2024   | Ann Leckieová*         | Imperial Radch              | Ve službách Spravedlnosti      | Orbit Books                               | [ 15 ] |
| 2024   | Adrian Tchaikovsky     | The Final Architecture      | Architekti světů               | Tor.com / Orbit Books                     | [ 15 ] |
| 2024   | Freya Marske           | The Last Binding            | –                              | Tor.com                                   | [ 15 ] |
| 2024   | Charles Stross         | The Laundry Files           | Archivy hrůz (1. díl)          | Tor.com / Orbit Books                     | [ 15 ] |
| 2024   | Seanan McGuireová      | October Daye                | –                              | DAW Books                                 | [ 15 ] |
| 2024   | Aliette de Bodardová   | The Universe of Xuya        | –                              | Subterranean Press                        | [ 15 ] |
| 2025   | Rebecca Roanhorse      | Between Earth and Sky       | –                              | Saga Press                                | [ 16 ] |
| 2025   | Tasha Suriová          | The Burning Kingdoms        | –                              | Orbit Books                               | [ 16 ] |
| 2025   | Seanan McGuireová      | InCryptid                   | InCryptid                      | DAW Books                                 | [ 16 ] |
| 2025   | Jeff VanderMeer        | Southern Reach              | Jižní Zóna                     | Farrar, Straus and Giroux                 | [ 16 ] |
| 2025   | Brandon Sanderson      | The Stormlight Archive      | Archiv Bouřné záře             | Tor Books                                 | [ 16 ] |
| 2025   | Adrian Tchaikovsky     | The Tyrant Philosophers     | –                              | Ad Astra                                  | [ 16 ] |

### Retro Hugo
| Ročník | Uděleno | Autor                                      | Anglický název     | Česky vyšlo jako | Zdroj  |
| ------ | ------- | ------------------------------------------ | ------------------ | ---------------- | ------ |
| 1945   | 2020    | H. P. Lovecraft*                           | The Cthulhu Mythos | Mýtus Cthulhu    | [ 17 ] |
| 1945   | 2020    | August Derleth et al.*                     | The Cthulhu Mythos | Mýtus Cthulhu    | [ 17 ] |
| 1945   | 2020    | Brett Sterling                             | Captain Future     | –                | [ 17 ] |
| 1945   | 2020    | Kenneth Robeson (pseudonym různých autorů) | Doc Savage         | –                | [ 17 ] |
| 1945   | 2020    | Lester Dent                                | Doc Savage         | –                | [ 17 ] |
| 1945   | 2020    | Seabury Quinn                              | Jules de Grandin   | –                | [ 17 ] |
| 1945   | 2020    | Edgar Rice Burroughs                       | Pellucidar         | Pellucidar       | [ 17 ] |
| 1945   | 2020    | Walter B. Gibson                           | The Shadow         | –                | [ 17 ] |